# 萩原站 (愛知縣)
萩原站（日语：／ Hagiwara eki */?）是位於愛知縣一宮市萩原町串作字荒神田面，名古屋鐵道（名鐵）的尾西線車站。車站編號為「BS09」。

## 歷史
在昭和18年發行的名鐵路線資訊中，此站與森上站和丸渕站成為尾西線內準主要車站。在尾西線還有特急列車的時代，此站為特急停車站。
- 1899年（明治32年）7月18日 - 車站啟用
- 1955年（昭和30年）3月 - 車站大樓重建[2]。直至車站無人化前的2007年還在使用[3]。
- 1966年（昭和41年）度 - 結束貨物業務[4]。
- 1968年（昭和43年）5月12日 - 成為特急停車站。
- 1969年（昭和44年）7月6日 - 降級為準急停車站。
- 1970年（昭和45年）12月25日 - 降級為普通停車站。
- 2007年（平成19年）
  - 11月29日 - 成為無人車站[5]。
  - 12月14日 - 車站可以使用「Tranpass」[6]。車站大樓翻新。
- 2011年（平成23年）
  - 2月11日 - 車站可以使用「manaca」IC卡。
  - 10月2日 - 舉行名鐵遠足（從此站出發）
- 2012年（平成24年）2月29日 - 車站不再可以使用「Tranpass」。

## 車站構造
車站是一座地面車站，設有2面2線的相對式月台。月台全長85米，可容納4卡列車。此站可進行列車交會。曾經此站是有人車站，現時為無人車站，引入了車站集中管理系統。在名鐵一宮方向月台上設有車站大樓，大樓內設有自動售票機、自動閘機和自動補票機。
在「Tranpass」引入前，車站設有舊車站大樓，大樓建於1955年，當時車站是民眾站，2樓部分位置為一宮市政廳萩原分所。站內方面，一宮方向月台為一座單式1面1線月台，津島方向月台為一座島式1面2線月台，近年把津島方向的側線和轉轍器撒走，以便重建車站大樓。月台上設有廁所和緊急電話。1號月台設有約1卡長度設有上蓋，2號月台設有約1卡長度設有上蓋。
在舊車站大樓時代，此站設有1台自動售票機，沒有自動閘機。

### 月台
| 月台 | 路線                     | 上下行 | 方向         | 備註                                       |
| ---- | ------------------------ | ------ | ------------ | ------------------------------------------ |
| 1    | 尾西線（名鐵一宮〜津島） | 下行   | 名鐵一宮方向 | 整日停靠此月台的列車都是前往名鐵一宮       |
| 2    | 尾西線（名鐵一宮〜津島） | 上行   | 津島方向     | 平日早上設有列車經津島前往須口、名古屋方向 |

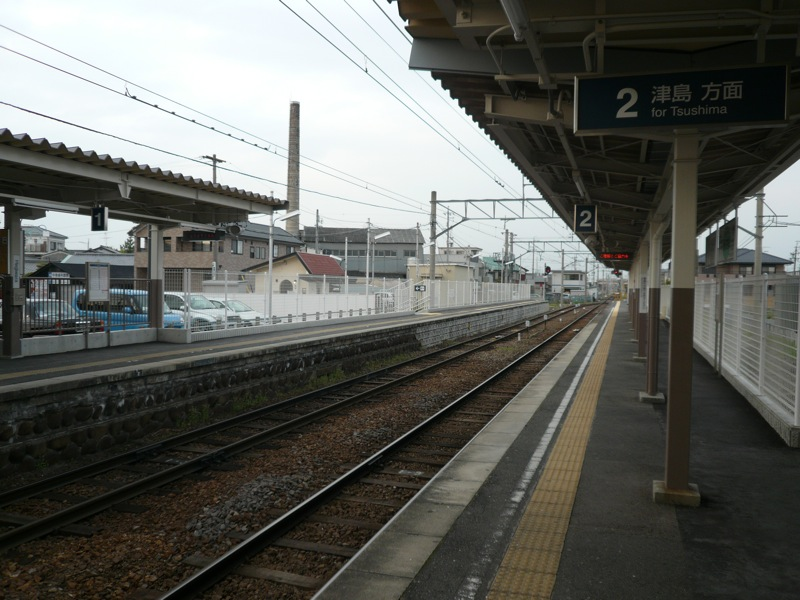
站內
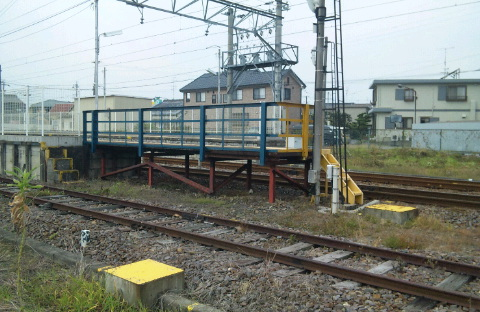
側線撤走前的樣子
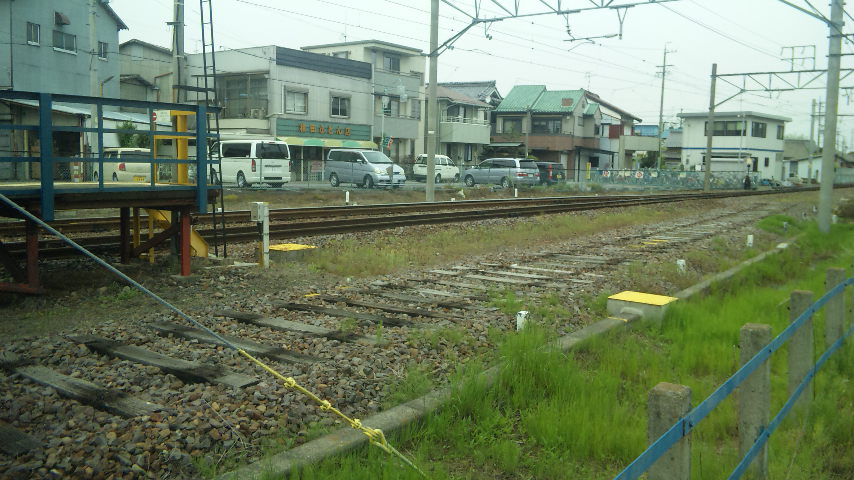
側線撤走後的樣子

### 配線圖
| ← 一宮方向      | 萩原站 站內配線略圖 | → 津島方向 |
| 图例 参考文献： |                     |            |

| ← 一宮方向      | 2面3線時代（1993年）的萩原站 站内配線略圖 | → 津島方向 |
| 图例 参考文献： |                                           |            |

## 利用狀況
- 在中提及在2013年度，當時1日平均上下車人次為2,566人，為名鐵所有車站（275站）排名第164，尾西線（22站）中排名第9[12]。
- 在中提及在1992年度，當時1日平均上下車人次為2,551人，為除岐阜市內線均一車費區間內各站（岐阜市內線、田神線、美濃町線徹明町站至琴塚站之間）外名鐵所有車站（342站）中排名第153，尾西線（23站）中排名第8[13]。
- 在《愛知統計年鑑》中，於2010年度的1日平均乘車人次為1,174人。

## 車站周邊
萩原商店街內會舉行東西祭（東西屋），此站最接近祭典。在舉行期陳會有許多乘客使用。另外，車站周邊是歌手舟木一夫的出身地。
- 愛知縣一宮市政廳萩原町出張所
- 名鐵協商（日语：名鉄協商）萩原站前停車場（1日400日圓）
- 萩原郵局（日语：萩原郵便局）
- 萩原商店街
- 舟木一夫生家蹟
- 萩原町鄉土資料館（舟木一夫資料館/紀念館）
- 萩原小學
- 愛知文教女子短期大學附屬萩原幼稚園
- 國道155號（日语：国道155号）
- 愛知縣道137號萩原停車場線（日语：愛知県道137号萩原停車場線）
- 愛知縣道458號一宮彌富線（日语：愛知県道458号一宮弥富線）（巡見街道）
- 美濃路（日语：美濃路）（美濃街道）、萩原宿（日语：萩原宿）
- 一宮市循環巴士 i巴士（日语：i-バス）尾西南路線「萩原站」巴士站
- 苅安賀汽車學校校巴（萩原、尾西路線）乘車場
- 萬葉公園
- 萬葉公園高松分園
- 樫之木文化資料館

## 相鄰車站
名古屋鐵道
 尾西線
玉野（BS08）－萩原（BS09）－二子（BS10）

## 註腳
1. ↑   (PDF). 名古屋鉄道.   [2020-11-27]. （原始内容 (PDF)存档于2021-01-22） （日语）.
2. 1 2  名古屋鉄道株式会社（編）. . 名古屋鉄道広報宣伝部. 1986: 131 （日语）.
3. ↑  清水武. . 洋泉社. 2016: 169. ISBN 978-4-8003-0800-9 （日语）.
4. ↑  名古屋鉄道広報宣伝部（編）. . 名古屋鉄道. 1994: 340 （日语）.
5. ↑  寺田裕一. . Neko出版. 2013: 257. ISBN 978-4777013364 （日语）.
6. ↑  . 交通新聞 (交通新聞社). 2007-12-07: 1 （日语）.
7. ↑  一宮市議會定例會，1999年9月9日
8. ↑  萩原駅 - 電車のご利用案内 （页面存档备份，存于）（日語），2019年3月23日參閲
9. 1 2  駅時刻表：名古屋鉄道・名鉄バス （页面存档备份，存于）（日語），2019年3月23日參閲
10. ↑  電氣車研究會，《鐵道畫刊》通卷第816號 2009年3月 臨時增刊号 「特集 - 名古屋鉄道」，卷末折込「名古屋鉄道 配線略図」
11. ↑  宮脇俊三、原田勝正 《東京・横浜・千葉・名古屋の私鉄 (JR・私鉄全線各駅停車)》，小學館，1993年，ISBN 978-4093954112
12. ↑  名鐵120年史編纂委員會事務局（編）. . 名古屋鐵道. 2014: 160–162 （日语）.
13. ↑  名古屋鐵道廣報宣傳部（編）. . 名古屋鐵道. 1994: 651–653 （日语）.

## 外部連結
- 萩原 - 名古屋鐵道